# Vsévolod Meyerhold
Vsévolod Emílievich Meyerhold (del ruso: Все́волод Эми́льевич Мейерхо́льд) (Penza, 28 de enero de 1874 - Moscú, 2 de febrero de 1940) fue un director teatral, actor y teórico ruso, impulsor de la biomecánica teatral. Orden al Artista del Pueblo de la RSFSR.

## Biografía
Meyerhold nació el 28 de enerojul./ 9 de febrero de 1874greg. en Penza. Su padre era alemán y su madre de origen báltico. En su ciudad natal transcurrió su infancia y adolescencia. Precisamente esta era un centro cultural y artístico de provincias y residencia de exiliados políticos, la mayoría de ellos artistas e intelectuales. Su madre lo incitó al estudio de las artes, en oposición a su padre, que deseaba para él una educación más rígida. Cuando tenía veinte años se convirtió al cristianismo ortodoxo y cambió su nombre alemán de Karl por el de Vsévolod, en honor a Vsévolod Garshin, joven escritor que se había suicidado, y que gozaba de la admiración entre la juventud rusa.
En 1895 viaja a a Moscú donde comienza a estudiar derecho, carrera que abandonará un año después, atraído por la vida cultural de la ciudad, que conoce en ese momento un amplio resurgir. En Moscú el teatro Maly seguía siendo el lugar de aprendizaje para todos los actores y directores de escena. Meyerhold se pone en contra de este teatro, pero pasa todas las tardes en la galería superior del teatro como estudiante.
En 1896 ingresa en la Academia Rusa de Artes Dramáticas de Moscú, donde tiene como profesor a Nemiróvich-Dánchenko; asiste a las representaciones de la “Sociedad de Arte y Literatura”, debido a la admiración que siente por Stanislavski, director de la misma. Ese mismo año se casa con una amiga de la infancia.
Vladímir Nemiróvich-Dánchenko y Konstantín Stanislavski habían fundado el Teatro de Arte de Moscú, en el que la parte literaria corría a cargo de Nemiróvich-Dánchenko y la puesta en escena a Stanislavski. Meyerhold fue elegido como actor y se incorpora rápidamente a los ensayos. Durante cuatro temporadas permaneció en el Teatro del Arte, siguiendo su vocación primera de actor. Se sentía muy atraído por los personajes de Antón Chéjov, al que conoció en los ensayos de La Gaviota y que fue para él un consejero. Compartían el escritor y el actor las dudas sobre la forma de interpretación de las obras del escritor en el Teatro del Arte.
En 1902 abandonó el Teatro de Arte de Moscú y se comprometió con una serie de proyectos teatrales en los que tenía el papel tanto de director y productor como el de actor. Estos proyectos le sirvieron para experimentar y crear nuevos métodos de puesta en escena. Meyerhold fue un defensor ardiente del simbolismo en teatro. Tras el estallido de la Revolución rusa de 1905, se va a San Petersburgo para hacer un teatro con la actriz Vera Kommisarzhévskaya. Montan Hedda Gabler, de Henrik Ibsen. 

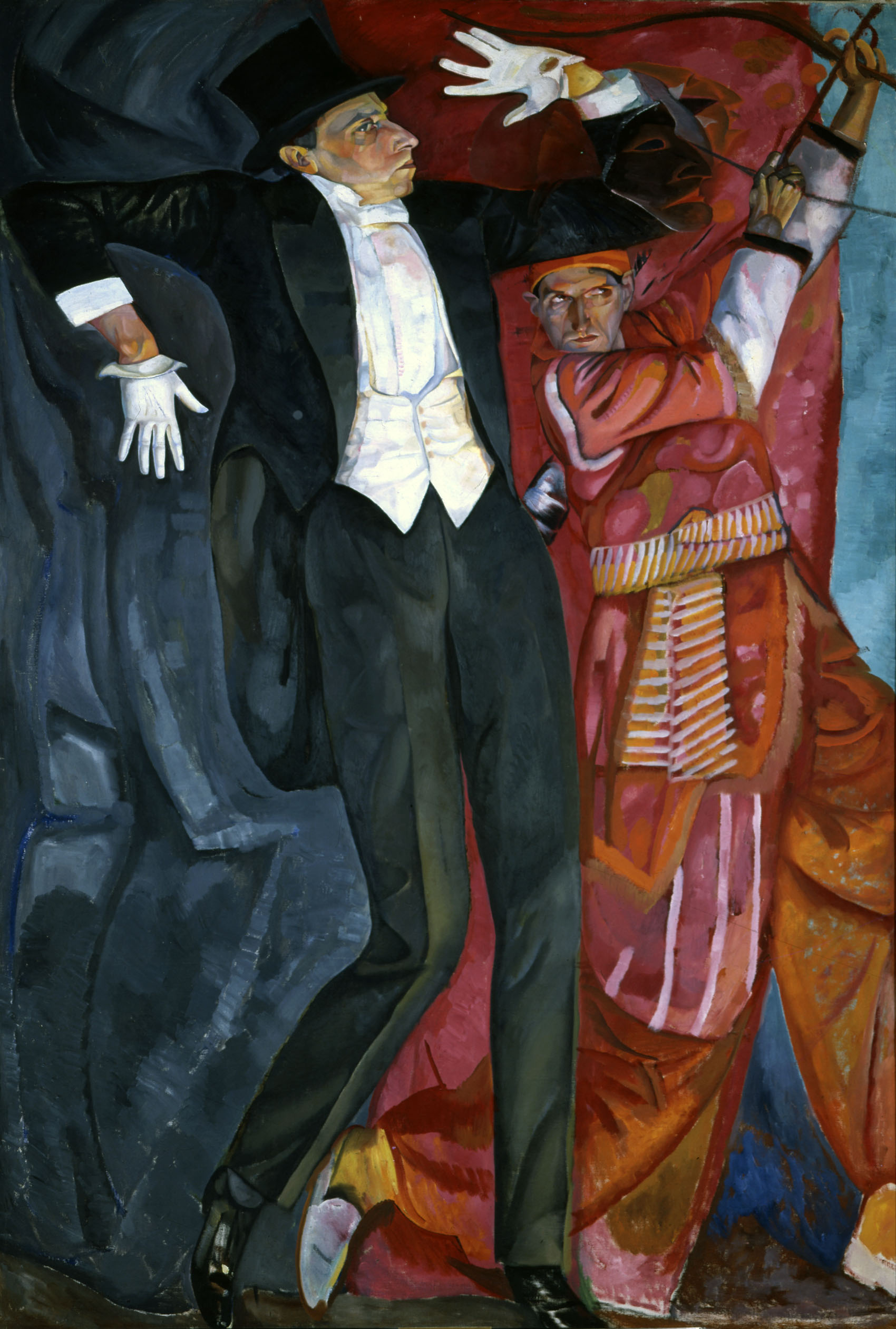
Retrato de Meyerhold, creado por Borís Grigóriev en 1916.

Entre los años de 1907 y 1917 continuó su búsqueda de innovaciones teatrales mientras trabajaba en los teatros imperiales de San Petersburgo. Además de presentar obras clásicas de una manera innovadora, llevó a escena el trabajo de autores contemporáneos polémicos como Fiódor Sologub, Zinaída Guíppius y Aleksandr Blok. Adaptó las tradiciones de la Comedia del Arte a la nueva realidad del teatro contemporáneo. En su libro Sobre teatro (1913) elaboró el concepto de teatro condicional.
Con la llegada de la Revolución Rusa de 1917, Meyerhold se convirtió en uno los activistas más entusiastas del nuevo Teatro Soviético y se unió al Partido Bolchevique en 1918. Tuvo un alto puesto en el Consejo del Teatro Bolchevique y abrió su propio teatro, que hasta el día de hoy lleva su nombre. Se enfrentó fieramente a los principios del academicismo teatral, que eran incapaces de adaptarse a la nueva realidad. En sus obras utilizó escenarios desnudos, objetos en lugar de decorados y la disposición intencional de movimientos.
Meyerhold inspiró a artistas y directores de cine como Serguéi Eisenstein, que empleó en sus películas actores que trabajaban según la tradición del director teatral. 
Posteriormente se opuso al realismo socialista y en 1930, cuando Iósif Stalin atacó todo arte de vanguardia y experimentación, sus trabajos fueron considerados alienantes para el pueblo soviético. En 1938 se cerró su teatro y un año después Meyerhold fue encarcelado. Siguiendo el método de las purgas estalinistas, se lo obligó por la fuerza a confesar y arrepentirse de su desviación (crimen) política. El 2 de febrero de 1940 fue fusilado. En 1955, a la muerte de Stalin, su nombre fue reivindicado y exonerado de todos los cargos.
El legado que deja este autor es quizá de los más importantes en cuanto a concepciones teatrales novedosas se refiere. Vemos influencia en autores como Bertolt Brecht, y su concepción de Verfremdung, que bebe de las numerosas concepciones antiteatrales, ayudándole así a definir su distanciamiento. El Laboratorio Teatral que plantea en sus comienzos se deja ver posteriormente en Jacques Copeau, con el Vieux Colombier; en Jerzy Grotowski y su Teatr Laboratorium; Eugenio Barba y el Odin Teatret; y en Peter Brook, que crea el Centro Internacional de Investigación Teatral. También vemos algunos de sus principios en la posterior Antropología Teatral de Barba, así como una continuación de la biomecánica en sectores como el cine, donde encontramos a figuras como Sergei Eisenstein, que se relaciona con el Movimiento Expresivo de Rodolf Bode; o la ruptura que supuso en su país el sistema que planteaba, que fue completamente silenciado después de la muerte del maestro.

## Obras
Algunas de las puestas en escena de Meyerhold son Misterio bufo (1918), de Mayakovski, El bosque (1924), de Aleksandr Ostrovski y El inspector (1926), de Gógol.